# Yasin Hamed
Yasin Hamed (sinh ngày 9 tháng 12 năm 1999) là một cầu thủ bóng đá người România gốc Sudan thi đấu cho Sepsi Sfântu Gheorghe ở vị trí tiền vệ.

## Sự nghiệp câu lạc bộ
Vào ngày 15 tháng 5 năm 2017, lúc 17 tuổi, Hamed ghi bàn thắng đầu tiên tại Liga I trong thắng lợi 3–2 trước Concordia Chiajna.

## Đời sống cá nhân
Hamed có mẹ là người România và bố là người Sudan.

## Thống kê sự nghiệp

### Câu lạc bộ
Tính đến 20 tháng 8 năm 2019
| Câu lạc bộ          | Mùa giải            | Giải vô địch | Giải vô địch | Cúp     | Cúp       | Cúp Liên đoàn | Cúp Liên đoàn | Châu Âu | Châu Âu   | Khác    | Khác      | Tổng cộng | Tổng cộng | Tổng cộng |
| Câu lạc bộ          | Mùa giải            | Số trận      | Bàn thắng    | Số trận | Bàn thắng | Số trận       | Bàn thắng     | Số trận | Bàn thắng | Số trận | Bàn thắng | Số trận   | Bàn thắng |           |
| ------------------- | ------------------- | ------------ | ------------ | ------- | --------- | ------------- | ------------- | ------- | --------- | ------- | --------- | --------- | --------- | --------- |
| ASA Târgu Mureș     | 2016–17             | 3            | 0            | 0       | 0         | 1             | 0             | –       | –         | –       | –         | 4         | 0         |           |
| Tổng cộng           | Tổng cộng           | 3            | 0            | 0       | 0         | 1             | 0             | –       | –         | –       | –         | 4         | 0         |           |
| Pandurii Târgu Jiu  | 2016–17             | 16           | 1            | –       | –         | –             | –             | –       | –         | –       | –         | 16        | 1         |           |
| Tổng cộng           | Tổng cộng           | 16           | 1            | –       | –         | –             | –             | –       | –         | –       | –         | 16        | 1         |           |
| CFR Cluj            | 2017–18             | 4            | 4            | 0       | 0         | –             | –             | –       | –         | –       | –         | 4         | 4         |           |
| Tổng cộng           | Tổng cộng           | 4            | 4            | –       | –         | –             | –             | –       | –         | –       | –         | 4         | 4         |           |
| Sepsi OSK           | 2017–18             | 16           | 1            | –       | –         | –             | –             | –       | –         | –       | –         | 16        | 1         |           |
| Sepsi OSK           | 2018–19             | 27           | 4            | 3       | 0         | –             | –             | –       | –         | –       | –         | 30        | 4         |           |
| Sepsi OSK           | 2019–20             | 4            | 0            | 0       | 0         | –             | –             | –       | –         | –       | –         | 4         | 0         |           |
| Tổng cộng           | Tổng cộng           | 47           | 5            | 3       | 0         | –             | –             | –       | –         | –       | –         | 50        | 5         |           |
| Tổng cộng sự nghiệp | Tổng cộng sự nghiệp | 70           | 10           | 3       | 0         | 1             | 0             | –       | –         | –       | –         | 74        | 10        |           |